# Trey Hardee
James Edward Hardee III, detto Trey (Birmingham, 7 febbraio 1984), è un multiplista statunitense.
In carriera ha conquistato due titoli mondiali del decathlon, a Berlino 2009 (con il suo record personale di 8 790 punti) e a Taegu 2011, nonché la medaglia d'argento olimpica, nella medesima specialità, a Londra 2012.

## Palmarès
| Anno | Manifestazione  | Sede    | Evento    | Risultato | Prestazione | Note                                     |
| ---- | --------------- | ------- | --------- | --------- | ----------- | ---------------------------------------- |
| 2008 | Giochi olimpici | Pechino | Decathlon | dnf       | dnf         |                                          |
| 2009 | Mondiali        | Berlino | Decathlon | Oro       | 8 790 p.    | Miglior prestazione mondiale stagionale  |
| 2010 | Mondiali indoor | Doha    | Eptathlon | Argento   | 6 184 p.    | Miglior prestazione personale stagionale |
| 2011 | Mondiali        | Taegu   | Decathlon | Oro       | 8 607 p.    |                                          |
| 2012 | Giochi olimpici | Londra  | Decathlon | Argento   | 8 671 p.    | Miglior prestazione personale stagionale |
| 2013 | Mondiali        | Mosca   | Decathlon | dnf       | dnf         |                                          |
| 2015 | Mondiali        | Pechino | Decathlon | dnf       | dnf         |                                          |
| 2017 | Mondiali        | Londra  | Decathlon | dnf       | dnf         |                                          |

## Campionati nazionali
- 1 volta campione nazionale del decathlon (2009)